# I.F
I.F는 대한민국의 힙합 음악 그룹이다. 1999년에 데뷔 후, 2002년에 2인조 데뷔하였으며  멤버는 비즈니즈(Bizniz, 본명: 하원택, 1982년 3월 16일 ~ ), 넋업샨(Nuck, 본명: 배한준, 1979년 9월 20일 ~ )으로 이루어져었다.

## 역사
I.F의 시작은 1999년 기계치라는 그룹이다. 이 그룹은 처음 클럽 마스터플랜에서 오디션을 보았을 때는 비즈니즈, 넋업샨, 시진, 유미, 가루다로 이루어져 있었으나 오디션 합격 후 가루다는 그룹에서 탈퇴해 솔로 활동을 하였고, 4인조의 체제로 활동하였다. 멤버 중 여성 멤버였던 유미는 과감한 복장으로 주목을 이끄는 동시에 안 좋은 시선을 받았다고 한다. 결국 유미는 음악을 그만두고, 남은 비즈니즈, 넋업샨, 시진은 각각 이름을 1taek aka Goliath Monster, 넋업샨, 시진으로 고치고, 팀 이름을 Infinite Flow로 개명하였다. 이들은 2001년 클럽 마스터플랜 데뷔와 동시에 무한류 Style이란 곡을 발표하여 활동하였다.
Infinite Flow가 탄생한 지 얼마 지나지 않아 9th Kill은 음악 스타일의 차이를 이유로 팀에서 탈퇴하고 독자적인 크루 블랙 콤즈를 결성하여 활동하였다. 남은 1taek (이름을 Goliath Monster로 바꿈)과 넋업샨은 Urban City, Untitled 등으로 활동하면서, 도시적이고 모던한 음악 스타일의 팀으로 확실한 자리를 잡는다. 또 본 킴, 정기고 등과 함께 무한류라는 크루를 결성, 서로 음악적 교류를 해가면서 성장하였다.
2001년 Master Plan이 레이블화하면서 계약을 맺은 둘은, 2002년에는 첫 앨범인 익스텐디드 플레이 Respect 4 Brotha를 발표하였는데, 이는 당시 디스가 잦은 힙합씬에 서로의 존중의 정신을 다시 불러일으키자는 취지로 만들어진 앨범으로, 매니아들 사이에서 호평을 받아 그해 힙합플레이야 어워드 시상식에서 "신인 아티스트 1위", "올해의 앨범 3위" 등 여러 기록을 세우는 등 좋은 결과를 낳았다. 이후 그들은 MP Hiphop Project 앨범과 아날로직 앨범 등에 참여하면서 활발한 활동을 펼쳤다.
시간이 흐르면서 두 멤버의 스타일 간에는 차이가 생겼는데, Goliath Monster (young GM으로 이름을 바꿈)는 주석과 함께 활동하면서 좀 더 오버그라운드 적인 성격을 띠게 된 반면, 넋업샨은 크루 뉴 소울 클래식의 멤버로 활동하면서 차분하면서 철학적인 가사를 쓴 것이었다. 둘의 콜라보보다 각자의 활동이 더 크게 되자 매니아들은 Infinite Flow 두 사람 간의 사이가 나빠졌다는 추측을 내놓았으며, 급기야 해체했다는 루머가 돌기도 하였다. 하지만 Infinite Flow는 이에 아랑곳하지 않고 이현도 앨범 참여 등의 활동을 이어나가는 동시 정규 1집 작업을 하였다. 여러 연기 끝에 DJ 소울스케이프를 메인 프로듀서로 한 첫 앨범 We Are Music은 2005년에 빛을 보게 되었다. 1집을 냄과 동시에 둘은 오버그라운드로 진출하였고, 동시에 이름을 I.F로 바꾸었다.
1집 발표 후 I.F는 둘의 콜라보보다 각자의 활동이 더 도드라지게 된 데에 대해 "서로 음악적 욕심이 많았던 거 같다. 둘 다 하고 싶은 건 꼭 해야돼서 그런 것들을 다 하다 보니까 정작 우리 둘 것 즉, I.F에 소홀하게 된 것"이라고 말하였으며, 덧붙여 "하지만 각자 해보고 싶었던 건 다 해봐서 후회는 없다"라고 밝혔다.
그들의 첫 앨범은 원래 넋업샨의 프로듀싱 하에 이루어져 거의 완성에 가까웠던 것이 버려지고, DJ Soulscape를 메인 프로듀서로 맞아 처음부터 다시 작업한 것이어서 더욱 큰 기대를 낳았다. 이 앨범은 기대대로 나쁘지 않은 평을 받았지만, 한편에서는 DJ Soulscape의 개성이 너무 크게 발휘가 되어 오히려 I.F의 앨범이라기보다 DJ Soulscape의 또다른 앨범 같다는 평을 받았다. 1집 활동을 마무리한 후 I.F는 9개월 후 싱글 연애편지를 발표하고 잠깐 활동하였으며, 이때 페니와의 콜라보를 처음으로 선보였다. 그리고 2006년 12월 두 번째 앨범 More Than Music을 발표하였는데, 이 앨범은 1집과 다르게 다양한 프로듀서가 참여했으며, 좀 더 초기의 모던한 스타일에 가까운 음악들을 보여줘 더 큰 호평을 받았다.
그러던 중 2007년 3월 말, 갑자기 Master Plan 홈페이지를 통해 I.F의 마지막 콘서트 공지가 올라왔다. 글에는 "멤버들의 개인 사정 때문에 팀이 해체하며, 2007년 4월 29일 마지막 콘서트를 가질 예정"이라는 내용이 담겨있었다. 이 예정대로 I.F는 2007년 4월 29일 Melon AX 홀에서 마지막 공연인 Goodbye Concert를 갖고 해체하였다. 해체 이유에 대해서는 '멤버들의 개인 사정'이라는 말 외에는 끝까지 구체적인 것이 밝혀지지 않아 많은 이들을 궁금케 했으며, 빈약한 음반 시장 등에 회의를 느껴서라는 추측이 오가기도 하였다.
해체와 동시에 I.F 두 멤버와 Master Plan 간의 계약도 끝을 맺었다.
해체 이후 넋업샨은 빌스택스, 마이노스, DJ 쥬스 등의 다수의 앨범에 참여하며 모습을 드러냈으나, 아직까지 특정 앨범 계획을 발표하지는 않았다. 반면, 비즈니즈와 넋업샨은 다이나믹 듀오의 동전 한 닢 리믹스에서의 랩 이후로 여행 등으로 휴식을 취하다가, 2007년 12월 솔로 앨범을 작업하고 있다고 밝혔다. This Iz Bizniz라고 이름 붙여진 이 앨범은 2008년 12월에 발매되었다. 한편으로 2007년 12월 Master Plan 10주년 공연 때 오랜만에 무대에 같이 선 둘은 예전과 다름없는 호흡을 보여줘 해체가 친분의 변화 때문이 아님을 알게 해주었다. 이후 비즈니즈는 브랜뉴 뮤직에서, 넋업샨은 J2 Entertainment에 소속되어 소울다이브의 멤버로 활동하고 있다. 2010년 7월에는 비즈니즈와 넋업샨에 대한 디스곡을 발표하여 큰 파장이 있었으며, 현재는 다시 별다른 감정이 없는 사이라고 밝혀져있다.

## 디스코그래피
- 2002년 6월 18일 Respect 4 Brotha
- 2005년 6월 7일 We Are Music
- 2006년 3월 16일 연애편지
- 2006년 12월 5일 More Than Music
- 2007년 6월 5일 Good Bye Concert DVD
- 2015년 1월 14일 Been A Long Time
- 2018년 4월 11일 Opening Ceremony
- 2019년 5월 12일 Flow Forever

## 이름
- I.F는 Infinite Flow를 줄인 것으로, 새로이 시작하고자 하는 마음으로 바꾼 것이며 비즈니즈은 부모님이 이전 이름을 어려워해서 바꾼 이유도 있다고 말하기도 했다.
- 비즈니즈(Bizniz)은 그가 현재 쓰고 있는, 예명으로 영지 지엠(Yonng GM)은 '이 분야 가 필요로 하는 사람'이란 뜻이다.
- 넋업샨(Nuck)는 "넋을 업고 사는 이"라는 뜻으로, 시인인 자신의 친구가 지어준 것이라고 한다. '넋업산', '넋업사니', '넋업샤니' 등 다양한 표기가 존재한다.